# Aciphylleae
Aciphylleae es una tribu de plantas con flores perteneciente a la familia Apiaceae.

## Géneros
Según NCBI
- Aciphylla
- Anisotome
- Gingidia
- Lignocarpa
- Scandia